# 呂璋 (嘉靖進士)
吕璋（1485年—？年），字尚德，錦衣衛官籍，湖广荆门州人。明朝政治人物。

## 生平
治《詩經》，由國子生中式順天府鄉試第十一名舉人，年三十九歲中式嘉靖二年（1523年）癸未科會試第六十四名，第二甲第一百二十六名進士。曾官禮部精膳司郎中，官至河南府知府。

## 家族
曾祖吕鑑。祖父吕通，贈千户。父吕海，正千户。母孫氏，贈宜人；继母张氏，封宜人。慈侍下。弟吕玠。